# هواپیمایی پویا
شرکت هواپیمایی پویا، که با عنوان تجاری پویا ایر شناخته می‌شود، یک شرکت هواپیمایی باری با دفتر مرکزی خود در فرودگاه بین‌المللی مهرآباد تهران است. که همچنین در زمینه خطوط هواپیمایی مسافربری و جت تجاری نیز فعالیت می‌کند. پرواز های هواپیمایی پویا  در مسیر تهران به رشت و گرگان، بندر عباس، یزد است.

## تاریخچه

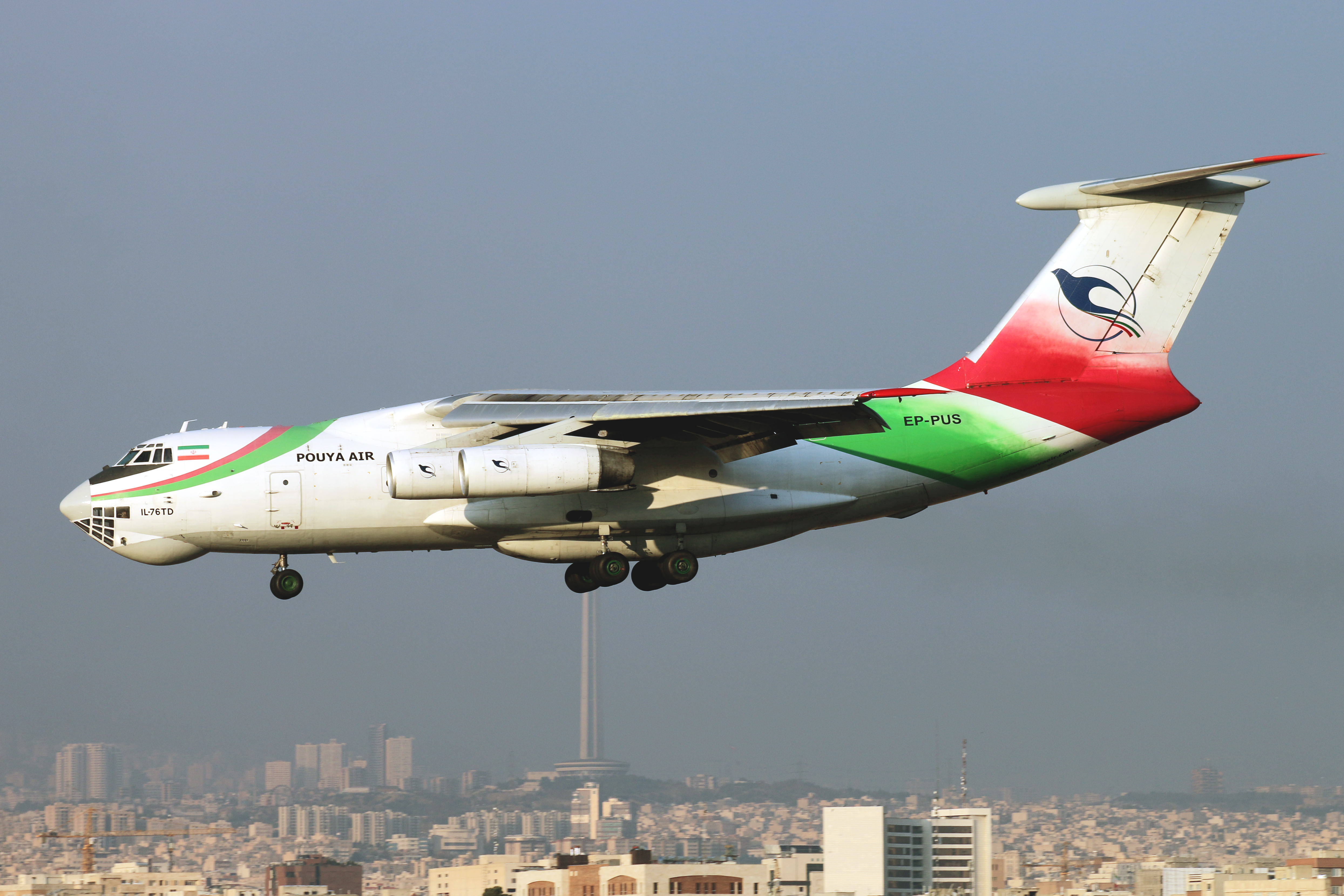
ایلیوشین ایل-۷۶ پویاایر در حال فرود در فرودگاه مهرآباد - آذر ۱۴۰۲

در اواخر سال ۲۰۱۲، شرکت هواپیمایی یاس ایر نام خود را به پویا ایر تغییر داد، که به‌عنوان نام سوم هواپیمایی از زمان آغاز عملیات خود در سال ۲۰۰۰ به عنوان قشم ایر بود. نام اول شرکت به پارس ایر در سال ۲۰۰۶ و بعداً به یاس ایر در سال ۲۰۰۸ تغییر یافت.

## ناوگان هوایی
تا آوریل ۲۰۱۹ ناوگان هوایی پویا ایر شامل هواپیماهای زیر است: